# 분청사기 철화당초문 장군
분청사기 철화당초문 장군(粉靑沙器 鐵畵唐草紋 장군)은 산화철로 덩굴무늬를 그려 넣은 조선시대의 분청사기 장군이다.
대한민국의 보물 제1062호이다. 옆으로 길쭉한 몸체에 위쪽으로 입 부분과 아래쪽으로 타원형의 굽이 달려 있다. 전면을 백토로 분장한 후 긴 몸체의 양면을 2줄씩 그어 구획하고, 몸통 중심에 철화로 당초문의 덩굴 문양을 대범하게 생략하여 자유롭게 그렸으며, 몸통 옆면 끝을 十자로 그렸다. 푸른색이 감도는 담청색의 분청유를 입혔는데, 광택이 은은하다. 굽다리는 몸통 한쪽 끝으로 모래받침을 받쳐 구운 흔적이 남아 있다. 자연스러운 백토 분장과 대범하고 거침없는 철화의 당초문양이 길쭉한 포탄 모양의 장군과 어울려 조선 초기의 철화분청사기를 대표하는 작품이라 할 수 있다. 16세기 전반 충남 공주 학봉리 가마에서 만든 능숙한 솜씨의 작품으로 야외용의 술 등을 담아 사용하였던 것으로 추정된다.

## 주해
1. ↑  물같이 흐르는 물질을 담아 옮기는 그릇을 장군이라 한다.

## 참고 자료
- 분청사기 철화당초문 장군 - 국가유산청 국가유산포털

 본 문서에는 서울특별시에서 지식공유 프로젝트를 통해 퍼블릭 도메인으로 공개한 저작물을 기초로 작성된 내용이 포함되어 있습니다.